# 鷹匠政彦
鷹匠 政彦（たかじょう まさひこ、男性、1952年2月 - ）は、日本の漫画原作者。群馬県前橋市出身。

## 人物・来歴
1952年2月　群馬県前橋市に生まれる。中学時代は剣道に熱中する一方、美術部で油絵を学ぶ。
1972年4月　原宿学校（現・東京映像芸術学院）映像クリエイター科に入学。大島渚監督作品などで知られる脚本家・田村孟のゼミでシナリオを学ぶ。同じ映像科三期生には川島透（映画『龍二』『野蛮人のように』等を監督）、同期の演劇科には金子正次（映画『龍二』の脚本と主演）がいた。
1975年5月　漫画家バロン吉元のプロダクションに入社。同期アシスタントには五つ年下で福岡県大牟田市出身の鴨川つばめがいた。
1976年6月 小学館の総合男性雑誌GORO連載の『墜落王』（画：バロン吉元・他）で漫画原作者として公式デビュー。
1978年1月　バロン・プロから独立しフリーの漫画原作者となる。
1982年9月　目白のヨネクラ・ジムに入会しボクシングを練習する。
1984年2月　剛柔流空手道に入門。
1984年9月　ペンネームをデビュー時のセルジオ関から鷹匠政彦に改名。
1987年7月～1990年7月　集英社ビジネス・ジャンプ誌に猿渡哲也とのコンビで近未来バイオレンスアクション『力王』を連載。87年度の集英社年間ＭＶＰ賞を受賞。『力王』はアニメ化され香港ゴールデンハーベスト社で実写映画化された。
1988年～1990年　埼玉県浦和市（現・さいたま市浦和区）のタウン誌『うらわ』に、書評・映画評・社会時評などのエッセイ「２１世紀図書館」を連載。
1990年11月～1991年1月　ギリシャ船籍の老朽客船で地球を一周、二十数ヶ国を訪れる。アラビア海を航行中に湾岸戦争が勃発。小学館ヤングサンデー誌連載『瑠璃』の原稿を寄港地から郵送するが締切に間に合わず、監修者の銃器研究家・床井雅美が原作を一部代筆した。
1991年6月　取材先のロサンゼルスで知遇を得たテッド・新井の護身射撃学校ADCA（Arai Defencive Combat Academy）に入門、日本支部の創設と運営に参加。1年のうち数ヶ月をモハベ砂漠の訓練場で戦闘射撃の助教をしてすごす。
1997年5～6月　第二次世界大戦の日系二世部隊を描く集英社マンガオールマン誌連載『ブッダヘッド』のため、アメリカ本土とハワイで米陸軍第442連隊の元兵士たちを取材、カリフォルニア州とアリゾナ州の日系人収容所跡を訪れる。
1999年8月～2000年10月　月刊リイド・コミック誌で、人質救出部隊の活躍を描く一話80ページのシリーズ『オペレーションGG』（画：さいとう・たかを）を連載。増刊号の総集編に「人質救出作戦の全貌」と題した長文のドキュメントを執筆。

## 主要作品リスト

### セルジオ関名義
- 墜落王（画・バロン吉元・他、1976年-1977年、GORO、小学館）
- 風のあんちくしょう（画・みやじま響、1977年、トップコミック、秋田書店）
- かげろう（画・バロン吉元　1977年 ヤングコミック、少年画報社）
- 冬の鳩を撃て タイム・ルーレット（画・松森正、1977年、漫画アクション増刊、双葉社）
- 天皇の刺青 幻夏（画・みやじま響、1978年 漫画アクション増刊）
- 不戦勝（画・はやせ淳、1978年 漫画アクション増刊）
- 新選組異聞・幕末肉弾節（画・みやじま響、1978年、別冊漫画アクション）
- 軍鶏の玉ちゃん（画・みやじま響、1978年-1980年、別冊漫画アクション）
- 黄土の嵐（画・国友やすゆき、1980年-1981年、別冊漫画アクション）
- 聖職アンタッチャブル（画・山松ゆうきち、1980年、週刊漫画）
- 黄金の海図（画・松森正、1981年、週刊漫画）
- 復讐の兇獣（画・筒美廣平（谷村ひとし）、1981年-1982年、週刊漫画）
- 戦国外人部隊・黒騎伝（画・和田たつみ、1982年、リイドコミック、リイド社）
- 西郷暗殺剣（構成・さいとう・たかを、画・ケン月影、1982年、リイドコミック）
- 狼は牙で裁く（画・ももなり高、1982年、週刊漫画・増刊）
- 裸足のマリア（画・中野喜雄、1982年、漫画ゴラク、日本文芸社）
- 蛮族警察（画・かわぐちかいじ、1982年、ヤングコミック）
- コロッサス（画・谷村ひとし、1983年、週刊ヤングジャンプ、集英社）
- ウィンブルドン・デスマッチ（画・中城健、1983年、漫画アクション）
- バラモン（画・谷口ジロー、1983年、月刊ごめんなすって、竹書房）
- ハイエナ（画・ほんまりう、1983年-1984年、リイドコミック）
- マグナム坊主・闘仙坊（画・みね武、1984年、漫画ゴラク）
- 真夜中の太陽（画・峰岸とおる、1984年、リイドコミック）

### 鷹匠政彦名義
- コンドル（画・ほんまりう、1984年、リイドコミック）
- 風のマチュー（画・門馬もとき、1984年、別冊漫画アクション）
- ハイエナII・アニマル牙（画・ほんまりう、1985年、リイドコミック）
- ヒットマン（画・ほんまりう、1985年）
- クラッシャー・壊し屋（画・中野喜雄、1985年、コミックバンバン、徳間書店）
- カラテ黙示録（画・落合あたる、1985年-1986年、コミックバンバン）
- 婆羅門（画・つるぞえ浩、1986年、週刊ヤングジャンプ）
- 力王 RIKI-OH（画・猿渡哲也、1987年-1990年、ビジネスジャンプ、集英社）
- SHEEP（画・山本英夫、1987年、週刊ヤングサンデー、小学館）
- 紅狼（画・岡村賢二、1988年、週刊ヤングサンデー）
- 瑠璃（画・ほんまかずひろ、1990-1991年、週刊ヤングサンデー）
- HARUMA-ハルマ（画・岡村賢二、1995-1997、増刊ビジネスジャンプ）
- ブッダヘッド（画・橋本孤蔵、1997年-1998年、MANGAオールマン、集英社）
- 無防備都市 おたすけ狼（画・ほんまりう、1996年-1998年、リイドコミック）
- オペレーションGG（画・さいとう・たかを、1999年-2001年、月刊リイドコミック）
- 刺青刑事（画・片山誠、2002年-2003年、週刊漫画サンデー、実業之日本社）
- 刺青刑事II 桜の代紋（画・片山誠、2004年-2005年、週刊漫画サンデー）